# Colibrí pitnegre
El colibrí pitnegre (Oreotrochilus melanogaster) és una espècie d'ocell de la família dels troquílids (Trochilidae) que habita les vessants rocoses dels Andes, a Perú central.